# 張珍 (嘉靖進士)
張珍（1500年—？），字聘之，號碧山，直隸鎮江府丹陽縣人，軍籍，明朝政治人物。

## 生平
嘉靖十年（1531年）辛卯科應天鄉試第六十六名舉人，十四年（1535年）中式乙未科會試第七十九名，三甲第二百一十一名進士。授工部主事，升員外郎，調户部，升郎中。

## 家族
曾祖張賓南；祖父張悅；父張翊。母王氏；繼母蔣氏。具慶下。